# The Friends of Mr. Cairo
The Friends of Mr. Cairo è il secondo album in studio del duo formato da Jon Anderson, leader degli Yes, e il musicista greco Vangelis, che avevano già collaborato ai tempi di Heaven and Hell. È stato pubblicato dalla Polydor nel 1981.  
Il brano State of Independence è stato inciso anche da Donna Summer nel 1982, diventando un singolo di successo in Europa. Il brano I'll Find My Way Home è stato tradotto in italiano per Milva con il titolo Forse chissà, e inciso dall'artista nell'album Identikit del 1983. 

## Tracce

### Prima versione in vinile

#### Lato A
1. The Friends Of Mr. Cairo – 12:04
2. Back To School Boogie – 5:06
3. Outside And Inside – 5:00

#### Lato B
1. State of Independence – 7:53
2. Beside – 4:08
3. The Mayflower – 6:35

### Seconda versione in vinile
Dalle versioni successive, i due lati sono invertiti, e viene aggiunto il brano I'll Find My Way Home, ordine che verrà mantenuto nelle edizioni in CD e in digitale.

#### Lato A
1. I'll Find My Way Home – 4:29
2. State Of Independence – 7:53
3. Beside – 4:08
4. The Mayflower – 6:35

#### Lato B
1. The Friends Of Mr. Cairo – 12:04
2. Back To School – 5:06
3. Outside Of This (Inside Of That) – 5:00

### Edizione in CD
1. I'll Find My Way Home – 4:31
2. State of Independence – 7:56
3. Beside – 4:12
4. The Mayflower – 6:38
5. The Friends Of Mr. Cairo – 12:09
6. Back To School – 5:09
7. Outside Of This (Inside Of That) – 5:03

## Musicisti
- Vangelis - sintetizzatori, pianoforte, percussioni, arrangiamenti
- Jon Anderson - voce